# Премия Гильдии киноактёров США (2023)
29-я церемония вручения премии Гильдии киноактеров США за заслуги в области кино и телевидения за 2022 год состоялась 26 февраля 2023 года в отеле Fairmont Century Plaza в Лос-Анджелесе, Калифорния. Церемония транслировалась в прямом эфире на канале Netflix на YouTube. Номинанты были объявлены 11 января 2023 года Эшли Пак и Хейли Лу Ричардсон через Instagram Live.
«Банши Инишерина» и «Всё везде и сразу» получили по пять номинаций, установив рекорд по количеству номинаций, ранее установленный «Влюблённым Шекспиром» (1998), «Чикаго» (2002) и «Сомнением» (2008).
В мае 2022 года было подтверждено, что церемония больше не будет транслироваться на TNT и TBS (церемония транслируется на TNT с 1998 года, а также транслируется на TBS с 2006 года); представитель настаивал на том, что поиск нового вещателя для церемонии «не является необычным и случался несколько раз за всю историю SAG Awards. Это ничем не отличается». В день объявления номинаций было подтверждено, что церемония будет транслироваться в прямом эфире на канале Netflix на YouTube.
«Всё везде и сразу» получило наибольшее количество наград на церемонии (4), что является максимальным показателем для любого фильма в истории SAG Awards, при этом Мишель Йео и Куан Ке Хюи стали первыми азиатскими актёрами, получившими награды в отдельных категориях: «Лучшая женская роль» и «Лучшая мужская роль второго плана» соответственно.
Салли Филд была объявлена лауреатом премии за вклад в кинематограф 17 января 2023 года.

## Лауреаты и номинанты

### Кинематограф

#### Лучшая мужская роль
| Лауреат                 | Номинанты |
| ----------------------- | --- |
| - Брендан Фрейзер «Кит» | - Остин Батлер «Элвис» - Колин Фаррелл «Банши Инишерина» - Билл Найи «Жить» - Адам Сэндлер «Прорваться в НБА» |

#### Лучшая женская роль
| Лауреат                          | Номинанты                                                                                                 |
| -------------------------------- | --- |
| - Мишель Йео «Всё везде и сразу» | - Кейт Бланшетт «Тар» - Виола Дэвис «Королева-воин» - Ана де Армас «Блондинка» - Даниэль Дедуайлер «Тилл» |

#### Лучшая мужская роль второго плана
| Лауреат                           | Номинанты |
| --------------------------------- | --- |
| - Куан Ке Хюи «Всё везде и сразу» | - Пол Дано «Фабельманы» - Брендан Глисон «Банши Инишерина» - Барри Кеоган «Банши Инишерина» - Эдди Редмэйн «Добрый медбрат» |

#### Лучшая женская роль второго плана
| Лауреат                                | Номинанты |
| -------------------------------------- | --- |
| - Джейми Ли Кёртис «Всё везде и сразу» | - Анджела Бассетт «Чёрная пантера: Ваканда навеки» - Хонг Чау «Кит» - Керри Кондон «Банши Инишерина» - Стефани Сюй «Всё везде и сразу» |

#### Лучший актёрский состав в игровом кино
| Номинанты |
| --- |
| • «Всё везде и сразу» — Мишель Йео, Джейми Ли Кёртис, Куан Ке Хюи, Дженни Слейт, Стефани Сюй, Джеймс Хонг, Гарри Шам-мл.                                                                         |
| • «Вавилон» — Джован Адепо, Пи Джей Бирн, Диего Кальва, Ли Цзюнь Ли, Тоби Магуайр, Макс Мингелла, Брэд Питт, Марго Робби, Рори Сковел, Джин Смарт, Кэтрин Уотерстон, Лукас Хаас, Оливия Хэмилтон |
| • «Банши Инишерина» — Брендан Глисон, Барри Кеоган, Керри Кондон, Колин Фаррелл |
| • «Фабельманы» — Джулия Баттерз, Джинни Берлин, Пол Дано, Гэбриел Лабелль, Дэвид Линч, Сет Роген, Мишель Уильямс, Джадд Хирш                                                                     |
| • «Говорят женщины» — Джудит Айви, Джесси Бакли, Август Винтер, Фрэнсис Макдорманд, Шейла Маккарти, Мишель Маклеод, Лив Макнил, Руни Мара, Бен Уишоу, Клэр Фой, Кейт Халлетт                     |

#### Лучший каскадёрский ансамбль в игровом кино
| Номинанты                          |
| ---------------------------------- |
| • «Топ Ган: Мэверик»               |
| • «Аватар: Путь воды»              |
| • «Бэтмен»                         |
| • «Чёрная пантера: Ваканда навеки» |
| • «Королева-воин»                  |

### Телевидение

#### Лучшая мужская роль в телефильме или мини-сериале
| Лауреат              | Номинанты |
| -------------------- | --- |
| - Сэм Эллиотт «1883» | - Стив Карелл «Пациент» - Тэрон Эджертон «Чёрная птица» - Пол Уолтер Хаузер «Чёрная птица» - Эван Питерс «Монстр: История Джеффри Дамера» |

#### Лучшая женская роль в телефильме или мини-сериале
| Лауреат                             | Номинанты |
| ----------------------------------- | --- |
| - Джессика Честейн «Джордж и Тэмми» | - Эмили Блант «Англичанка» - Джулия Гарнер «Изобретая Анну» - Ниси Нэш «Монстр: История Джеффри Дамера» - Аманда Сейфрид «Выбывшая» |

#### Лучшая мужская роль в драматическом сериале
| Лауреат                   | Номинанты |
| ------------------------- | --- |
| - Джейсон Бейтман «Озарк» | - Джонатан Бэнкс «Лучше звоните Солу» - Джефф Бриджес «Старик» - Боб Оденкерк «Лучше звоните Солу» - Адам Скотт «Разделение» |

#### Лучшая женская роль в драматическом сериале
| Лауреат                          | Номинанты                                                                                  |
| -------------------------------- | ------------------------------------------------------------------------------------------ |
| - Дженнифер Кулидж «Белый лотос» | - Элизабет Дебики «Корона» - Джулия Гарнер «Озарк» - Лора Линни «Озарк» - Зендея «Эйфория» |

#### Лучшая мужская роль в комедийном сериале
| Лауреат                        | Номинанты |
| ------------------------------ | --- |
| - Джереми Аллен Уайт «Медведь» | - Энтони Кэрриган «Барри» - Билл Хейдер «Барри» - Стив Мартин «Убийства в одном здании» - Мартин Шорт «Убийства в одном здании» |

#### Лучшая женская роль в комедийном сериале
| Лауреат                 | Номинанты |
| ----------------------- | --- |
| - Джин Смарт «Хитрости» | - Кристина Эпплгейт «Мёртв для меня» - Рэйчел Броснахэн «Удивительная миссис Мейзел» - Кинта Брансон «Начальная школа Эбботт» - Дженна Ортега «Уэнздей» |

#### Лучший актёрский состав в драматическом сериале
| Лауреаты и номинанты |
| --- |
| • «Белый лотос» — Ф. Мюррей Абрахам, Беатриче Гранно, Лео Вуддал, Джон Гриз, Бруно Гуэри, Тео Джеймс, Адам Димарко, Франческо Зекка, Сабрина Импаччиаторе, Майкл Империоли, Паоло Камилли, Дженнифер Кулидж, Обри Плаза, Хейли Лу Ричардсон, Элеонора Романдини, Федерико Скрибани, Федерико Ферранте, Симона Табаско, Меган Фэйхи, Том Холландер, Уилл Шарп |
| • «Лучше звоните Солу» — Эд Бегли-мл., Джонатан Бэнкс, Тони Далтон, Боб Оденкерк, Рэй Сихорн, Патрик Фабиан, Джанкарло Эспозито |
| • «Корона» — Элизабет Дебики, Джонни Ли Миллер, Флора Монтгомери, Лесли Мэнвилл, Джеймс Мюррей, Джонатан Прайс, Имельда Стонтон, Эд Сэйер, Оливия Уильямс, Марсия Уоррен, Доминик Уэст, Клаудия Харрисон, Эндрю Хэвилл |
| • «Озарк» — Джейсон Бейтман, Нельсон Бонилья, Джулия Гарнер, Скайлар Гертнер, Кевин Л. Джонсон, Джессика Франсес Дьюкс, Катрина Ленк, Лора Линни, Адам Ротенберг, Феликс Солис, Чарли Тахан, Ричард Томас, София Хьюблиц, Лиза Эмери, Альфонсо Эррера, Дамиан Янг                                                                                            |
| • «Разделение» — Патрисия Аркетт, Майкл Камсти, Дичен Лакмэн, Бритт Лауэр, Адам Скотт, Джен Таллок, Трэмелл Тиллман, Джон Туртурро, Кристофер Уокен, Майкл Чернус, Зак Черри |

#### Лучший актёрский состав в комедийном сериале
| Лауреаты и номинанты |
| --- |
| • «Начальная школа Эбботт» — Кинта Брансон, Джанелл Джеймс, Уильям Стэнфорд Дэвис, Крис Перфетти, Шерил Ли Ральф, Тайлер Джеймс Уильямс, Лиза Энн Уолтер                              |
| • «Барри» — Сара Бёрнс, Сара Голдберг, Майкл Ирби, Ник Грейсер, Турхан Трой Кайлак, Д'Арси Карден, Гэри Краус, Энтони Кэрриган, Стивен Рут, Генри Уинклер, Билл Хейдер, Джесси Ходжес |
| • «Медведь» — Лайонел Бойс, Эдвин Ли Гибсон, Лиза Колон-Зайас, Эбон Мосс-Бакрак, Мэтти Мэтисон, Джереми Аллен Уайт, Кори Хендрикс, Айо Эдебири, Эбби Эллиотт                          |
| • «Хитрости» — Пол В. Даунс, Марк Инделикато, Карл Клемонс-Хопкинс, Джин Смарт, Меган Сталтер, Ханна Эйнбиндер                                                                        |
| • «Убийства в одном здании» — Адина Версон, Селена Гомес, Кара Делевинь, Майкл Сирил Крайтон, Стив Мартин, Джейн Ходишелл, Мартин Шорт                                                |

#### Лучший каскадёрский ансамбль в комедийном или драматическом сериале
| Лауреаты и номинанты               |
| ---------------------------------- |
| • «Очень странные дела»            |
| • «Андор»                          |
| • «Пацаны»                         |
| • «Дом Дракона»                    |
| • «Властелин колец: Кольца власти» |

## Премия Гильдии киноактёров США за вклад в кинематограф
| Лауреат      |
| ------------ |
| - Салли Филд |